# Tchaïka

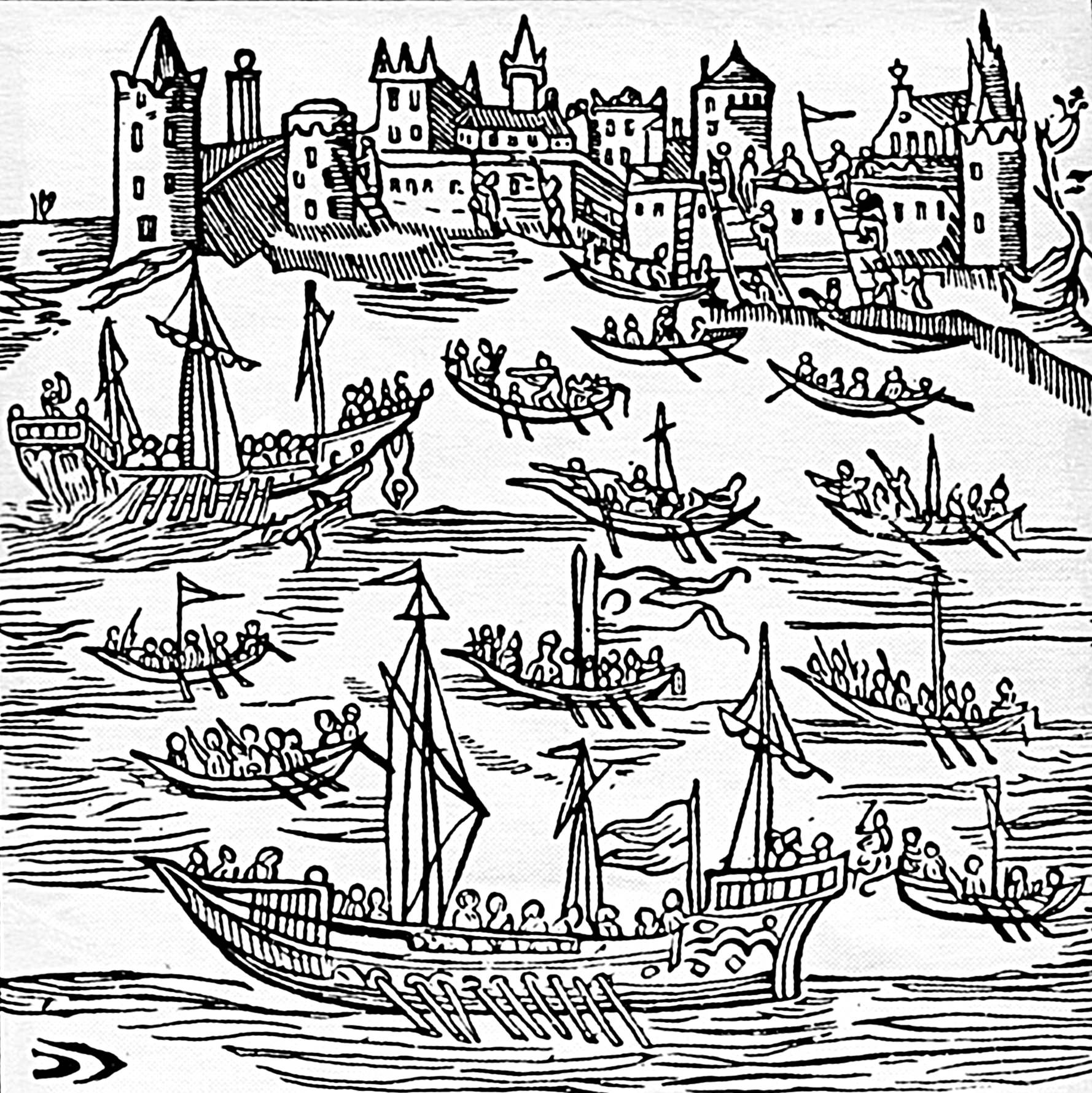
Gravure sur bois du XVIIe siècle montrant des cosaques zaporogues dans des tchaïkas, détruisant la flotte turque et capturant Caffa (1616).

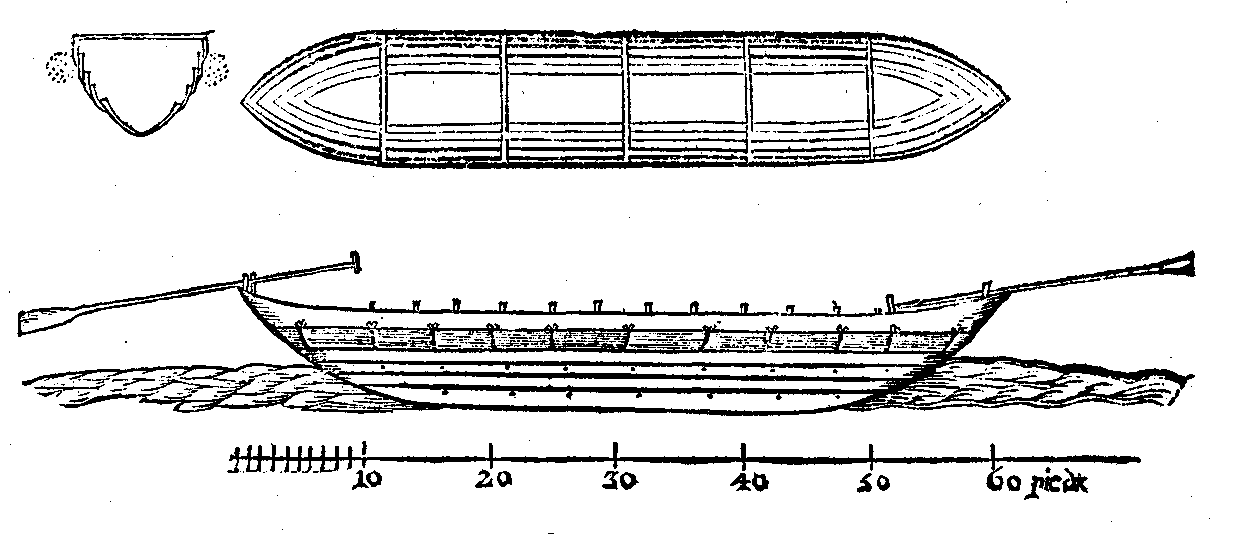
Représentation schématique d'une tchaïka par Guillaume Levasseur de Beauplan.

Une tchaïka (en russe et en ukrainien : чайка) était un bateau en bois qui pouvait avoir un mât et une voile, un type de galère, utilisé dans la guerre moderne et le transport de marchandises par :
- Les Cosaques zaporogues aux XVIe et XVIIe siècles, en Ukraine sur le Dniepr et la mer Noire ;
- Les Serbes aux XVIe au XIXe siècle sur le Danube, pour le compte du royaume de Hongrie, de l'empire d'Autriche et des Habsbourg.
- Les Slovènes du XVIe siècle au début du XXe siècle sur la rivière Drava[1].

## Types

### La tchaïka autrichienne
Quatre longueurs différentes (6 m, 12 m, 24 m, 48 m), actionnée par voile ou rames. Entre 30 et 50 hommes étaient en service, commandés par un officier, avec un barreur, un armurier, un tambour, deux archers et jusqu'à 36 rameurs.

### La tchaïka zaporogue

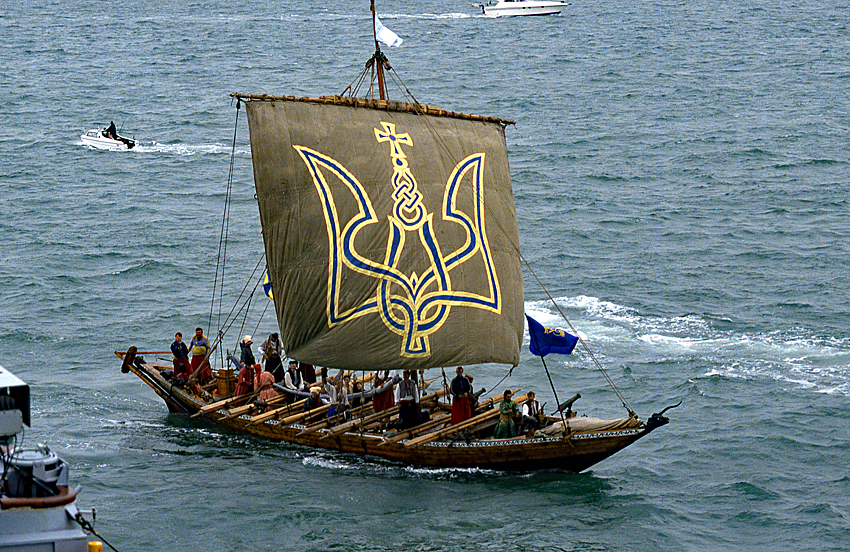
Presviata Pokrova, réplique d'une tchaika ukrainienne.

Les tchaïkas cosaques avaient entre 18 et 20 m de longueur, 3,5 m de largeur et 3,5 m de profondeur. Le fond de la coque d'une tchaïka était sculptée à partir d'un seul tronc d'arbre, avec des côtés construits à partir de planches de bois. Pour protéger le bateau des canons ennemis ou pour l'empêcher de couler, des ballots de roseaux étaient attachés aux plats-bords du bateau. Un tel bateau pouvait transporter environ 50 à 60 hommes et jusqu'à 6 fauconneaux (petits canons). Certaines tchaïkas avaient également deux rames de direction, de sorte que le bateau n'avait jamais besoin de se retourner pour changer de direction.
Un bateau similaire, mais plus grand, utilisé par les cosaques zaporogues pour le transport et la guerre était appelé baïdak.